# Крупа (манастир)
Крупа е православен манастир в Далмация, днес Хърватия, и е едно от трите културно-православни средища на сърбите в областта, заедно с манастирите Кърка и Драгович. 
Манастирът се намира в подножието на Велебит, до едноименната река, недалеч от село Крупа. В сръбската историография се е наложила хипотезата, че е издигнат по времето на крал Милутин през 1317 г., но това е само предание. Над входа на манастирската църква е положен късен надпис от XX век, че е обновена от цар Стефан Душан, поради което пък има друга хипотеза, че манастира датира от времето на Сръбското царство. Всъщност манастирът е в готически стил и сегашните му постройки са от XVII век. Единственото сигурно е, че най-ранното изографисване на католикона е от 1622 г., и е дело на Георги Митрофанович, за което има надпис. Възможно е, да е съществувал и стар манастир на мястото, но по-вероятното е, че подобно на Драгович, и Крупа е основана с или след създаването на санджака Кърка през 1580 г.  
По време на венецианско-турските войни манастирът Крупа многократно е обект на разрушения и грабежи и от двете страни, а и от местните ускоци. Крупа пази икони издържани в традициите на критската школа, дело на Йоан Апака.